# Ecliptopera albomedia
Ecliptopera albomedia är en fjärilsart som beskrevs av Alexander Michailovitsch Djakonov 1929. Ecliptopera albomedia ingår i släktet Ecliptopera och familjen mätare. Inga underarter finns listade i Catalogue of Life.